# Jacques Hustin
Pour les articles homonymes, voir Hustin.
 (avril 2023).
Jacques Hustin est un chanteur belge né à Liège le 15 mars 1940 et mort le 6 avril 2009.

## Biographie
Très tôt intéressé par l’expression musicale et picturale, après des études de dessin et de peinture, il est tour à tour illustrateur, décorateur de grand magasin, décorateur de théâtre et compositeur de musiques de scène.
Ses premières apparitions en public datent de ses quinze ans. À vingt ans, la voie de Jacques Hustin paraît tracée, non pas vers la chanson mais plutôt dans le domaine de la peinture artistique.
En 1965, l’académicien Marcel Achard lui remet le Premier Prix au Festival de la Chanson dans la Ville de Spa (actuellement « Francofolies de Spa »). Il enregistre son premier album 30 cm en 1966 puis débarque à Paris pour apprendre le métier de la scène. Il commence par le difficile apprentissage des cabarets où l’on chante devant des dîneurs en goguette (1966-1968). Toutefois le succès lui sourit avec les titres Marijuana, Le vieux bonhomme hiver, Julie coup de foudre, On m'a donné quinze ans ou encore Le vieux berger, tant en Belgique qu'en France ou en Suisse. Il enregistre également un 45 tours, Les avions décollent, avec le groupe Wallace Collection qui a connu le succès avec le single Daydream.
De 1969 à 1971, Jacques Hustin participe à l'opéra-rock Hair auprès de Julien Clerc.
Pressenti pour l'Eurovision, la RTB lui demande de proposer aux téléspectateurs 5 titres. L'un de ceux-ci, peu dans la tonalité de l'Eurovision, est remarquable pour son texte : Petit grain de riz. Cette chanson, jamais enregistrée, évoque la guerre du Vietnam en toute simplicité par l'histoire d'un petit grain de riz. Jacques Hustin, aimant particulièrement cette chanson, la reprend à chacun de ses concerts.
Jacques Hustin représente la Belgique au Grand Prix du Concours Eurovision de la chanson en 1974 à Brighton (Angleterre) avec sa chanson Fleur de liberté et se classe à la 9e place.
En 1975, la Télévision belge lui ouvre une série d’émissions, La guimbarde, où il accueille ses amis musiciens et chanteurs.
De 1976 à 1987, il se produit au Canada, en Afrique, en Pologne, en Allemagne, en Roumanie, en Suisse, en France, et en Belgique.
Jacques Hustin fut également très actif pour la défense du droit des artistes de Belgique où il présida l’Union Professionnelle des Artistes du Spectacle, travaillant entre autres à la recherche d’un statut original propre aux artistes de variétés.
En 1988, fatigué de courir les routes, Jacques Hustin décide de mettre un terme à sa carrière dans la chanson pour revenir définitivement à la peinture.
Pendant près de dix ans, il anime un atelier artistique à Marcourt, en Ardenne belge. Il met fin à cette expérience en 1997 et continue à se consacrer à la peinture.
Il meurt le 6 avril 2009.
Un compact-disc reprenant 20 chansons de Jacques Hustin a été édité en 1999.

## Principaux prix
- Prix SABAM en 1966 (Société des auteurs de Belgique).
- Hermine de Bronze au Festival de Rennes en 1967.
- Premier Prix au Festival international de la Ville de Braşov (Roumanie) en 1968.
- Grand Prix de l’Académie Charles-Cros à Paris en 1969.
- Olympia et Grand Prix des Variétés de la Ville de Cannes en 1972.